# Resolutie 1359 Veiligheidsraad Verenigde Naties
Resolutie 1359 van de Veiligheidsraad van de Verenigde Naties werd op 29 juni 2001
unaniem aangenomen door de VN-Veiligheidsraad.

## Achtergrond
Begin jaren 1970 ontstond een conflict tussen Spanje, Marokko, Mauritanië en de Westelijke
Sahara zelf over de Westelijke Sahara dat tot dan in Spaanse handen was. Marokko legitimeerde zijn aanspraak op
basis van historische banden met het gebied. Nadat Spanje het gebied opgaf bezette Marokko er twee derde van. Het
land is nog steeds in conflict met Polisario dat met steun van Algerije de onafhankelijkheid
blijft nastreven. Begin jaren 1990 kwam een plan op tafel om de bevolking van de Westelijke Sahara
via een volksraadpleging zelf te laten beslissen over de toekomst van het land. Het was de taak van de VN-missie
MINURSO om dat referendum
op poten te zetten. Het plan strandde later echter door aanhoudende onenigheid tussen de beide partijen waardoor
ook de missie nog steeds ter plaatse is.

## Inhoud

### Waarnemingen
De Veiligheidsraad sprak opnieuw zijn steun uit aan de volksraadpleging over zelfbeschikking
die de MINURSO-missie in
de Westelijke Sahara probeerde te organiseren. Daarover waren geschillen gerezen tussen Polisario en
Marokko en die eerste had een aantal voorstellen gedaan. Verder hield de Raad ook rekening met een
memorandum van Algerije over de toekomstige status van de Westelijke Sahara.

### Handelingen
Het mandaat van MINURSO werd wederom verlengd, tot 30 november. Ook werd de secretaris-generaal
gesteund, die alle partijen wilde uitnodigen op indirecte gesprekken (waarbij de partijen met elkaar communiceren
via een derde). Intussen zouden de voorstellen van Polisario worden overwogen. Verder werd er bij de partijen op aangedrongen
om personen die ze al sinds het begin van het conflict vasthielden vrij te laten.

## Verwante resoluties
- Resolutie 1342 Veiligheidsraad Verenigde Naties
- Resolutie 1349 Veiligheidsraad Verenigde Naties
- Resolutie 1380 Veiligheidsraad Verenigde Naties
- Resolutie 1394 Veiligheidsraad Verenigde Naties (2002)

Lijst ·  1335 ·  1336 ·  1337 ·  1338 ·  1339 ·  1340 ·  1341 ·  1342 ·  1343 ·  1344 ·  1345 ·  1346 ·  1347 ·  1348 ·  1349 ·  1350 ·  1351 ·  1352 ·  1353 ·  1354 ·  1355 ·  1356 ·  1357 ·  1358 ·  1359 ·  1360 ·  1361 ·  1362 ·  1363 ·  1364 ·  1365 ·  1366 ·  1367 ·  1368 ·  1369 ·  1370 ·  1371 ·  1372 ·  1373 ·  1374 ·  1375 ·  1376 ·  1377 ·  1378 ·  1379 ·  1380 ·  1381 ·  1382 ·  1383 ·  1384 ·  1385 ·  1386